# CLASP
CLASP steht für Closed Loop Audio Signal Processor. Dabei handelt es sich um ein Hard- und Softwaresystem, das analoge Tonaufzeichnungsgeräte mit Digital Audio Workstations (DAW) wie Pro Tools, Nuendo und Cubase kombiniert. Das System verbindet dabei Editier- und Mixingmöglichkeiten der DAW mit den Klangmöglichkeiten analoger Aufnahmen. Entwickler und Hersteller des Systems ist die US-amerikanische Firma Endless Analog.

## Funktionsweise
Das System ermöglicht die Integration von Bandmaschinen in die Arbeitsabläufe von Digital Audio Workstations. Dabei werden alle ankommenden Signale zunächst auf einem Tonband aufgezeichnet und in Echtzeit an die Workstation übertragen. Dadurch wird es möglich, analoge Aufnahmen verlustfrei in das digitale Aufnahmesystem zu integrieren. Die Steuerung der Bandmaschinen erfolgt durch die Workstation; es entfällt das bisher erforderliche Überspielen der analogen Aufzeichnung zum digitalen System.
Das System besteht aus einem analogen automatischen Router, einem Steuerungs-Emulator für die analogen Bandmaschinen und einem Steuerungs-Plug-in für die Software der DAW.

## Unterstützte Systeme
Das System arbeitet hardwareseitig mit Apple-Macintosh- und Windows-Rechnern zusammen, softwareseitig werden Pro Tools, Nuendo und Cubase unterstützt.
CLASP arbeitet mit folgenden Bandmaschinen zusammen:
- 3M M79
- Ampex ATR 102
- Ampex ATR 124
- Ampex MM1200
- MCI JH-Serie
- Otari MTR
- Otari MX 55
- Otari MX 80
- Otari MX 5050
- Scully 280
- Sony APR-24
- Studer 800
- Studer A80
- Studer A820
- Studer A807
- Studer A 827
- Studer C37
- Studer J37
- Tascam

## Rezeption
Die Rockgruppe Kiss benutzte das System zur Aufnahme des Albums Monster, 2012 wurde Clasp für den Audiotechnologiepreis TEC Awards nominiert.